# Onafhankelijk Ziekenfonds Securex
Securex was een Belgische mutualiteit. Het had zijn hoofdkantoor in Brussel en was actief in heel België. In 2017 fuseerde het met Partena en Partenamut. Securex behoorde tot de Landsbond van Onafhankelijke Ziekenfondsen.